# Kozma Imre (író)
Kozma Imre (Keszthely, 1887. augusztus 10. – Budapest, 1939. június 24.) tanító, iskolaigazgató, író.

## Élete
Kozma János és Lidics Mária fia. Keszthelyen járt gimnáziumba, majd 1906-ban Csáktornyán elvégezte a tanítóképzőt. 1914-től foglalkozott ifjúsági irodalommal. 1921-től tagja volt a Balatoni Társaság Irodalmi Szakosztályának, a Gyóni Géza Társaságnak, illetve a Gárdonyi Géza Irodalmi Társaságnak. 1925-től Kelenvölgyön lett az állami elemi iskola igazgatója, később pedig iskolafelügyelő volt. Részt vett az iskolai olvasó- és tankönyvek szerkesztésében, több színdarabot is írt.

## Művei
- Kis emberek mesekönyve. Budapest. 1918
- Petőfi szülei (ifjúsági színjáték). Budapest, 1921
- Levél a mennyországba (karácsonyi gyermekszínjáték). Budapest, 1922
- Amerre most martalócok járnak. Budapest, 1925
- Bízzatok a magyar földben (színmű). Budapest, 1926
- A magyar zászló (ifjúsági színmű). Budapest, 1927
- A Zrínyiek földjén (ifjúsági színmű). Budapest, 1927
- Három színdarab iskolai és műkedvelő előadásokra. Budapest, 1927
- Színdarabok. Budapest, 1928
- Műkedvelői színdarabok. Budapest, 1929
- Színdarabok műkedvelőknek. Budapest, 1929
- Elbeszélések. Budapest, 1929
- Az életből. Budapest, 1929
- Szülők iskolája (előadások). Budapest, 1934